# أليس الألية
أليس الآلية هي رواية خيالية للمؤلف البريطاني جف نون نشرت عام 1996. تتناول الرواية رحلات أليس في مدينة مانشستر المستقبلية التي يعيش فيها النيو مونيانز والثعابين المدنية وقطة تختفي والمزيد.
كُتب هذا الكتاب كجزء ثالث من سلسلة فورت وكتكملة لكتابي مغامرات أليس في بلاد العجائب 1865 ومن عبر المرآة 1871 للويس كارول.

## ملخص القصة
تحكي قصة أليس الآلية عن شخصية أليس من كتب لويس كارول في نسخة مستقبلية من مدينة مانشستر في إنجلترا. بعد أن تتبع ببغاء عمتها الكبرى إرمينترود، واسمه ويبورويل، عبر ساعة جده، تضيع أليس ومعها دميتها سيليا في عالم يسكنه الـ نيو مونيانز، وهم كائنات مكوّنة من دمج شيئين معًا، مثل إنسان وحمار وحشي.

## الشخصيات
- أليس

## الاستقبال النقدي
راجع بول بيتنغيل رواية أليس الآلية في مجلة أركين وأعطاها تقييم 6 من 10. ذكر أن جيف نون يحاول إيصال فكرة عميقة عن المجتمع، لكنه لم يتمكن من فهمها إن وُجدت. وصف الرواية بأنها تبدو كقصة أطفال مع كلمات للكبار، ممتعة لكنها لا تملك التأثير نفسه لروايتي نون السابقتين. قال إنه كان يتوقع أن تظهر عناصر من عالم فورت، لكن بدلاً من ذلك، تعود أليس إلى بيتها بنهاية سعيدة. وتساءل إن كان نون فقط يلهو مع جمهوره، وأن الرواية مجرد قصة أراد كتابتها.